# مقال الرأي

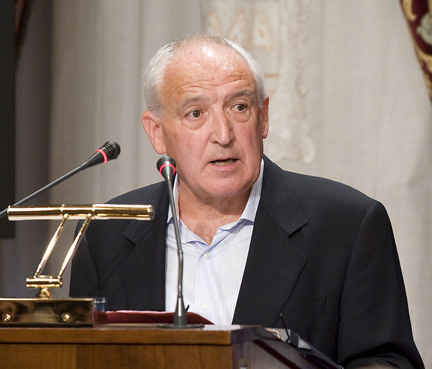

مقال الرأي هو مقال، يُنشر في صحيفة أو مجلة، ويعكس في الأساس رأي المؤلف حول الموضوع الذي كتبه. وتُعد مقالات الرأي من المقالات المتميزة في العديد من الدوريات

## الافتتاحيات
قد تأخذ مقالات الرأي شكل المقال الافتتاحي، وعادة ما يكتبها كبار الموظفين في هيئة التحرير أو ناشر الصحيفة، وفي هذه الحالة، عادة ما يكون مقال الرأي غير موقع وربما يُفترض به أن يعبر عن رأي الدورية. وفي الصحف الكبرى، مثل نيويورك تايمز وبوسطن غلوب, يتم تصنيف الافتتاحيات تحت عنوان «الرأي».

## الأعمدة
قد يقوم بكتابة مقالات الرأي الأخرى كاتب عمود (منتظم أو ضيف). وقد تكون هذه المقالات، التي يُشار إليها باسم «أعمدة»، متعنتة في الرأي بشدة، ويكون الرأي المعبر عنه هو رأي الكاتب (وليس الدورية). ومع ذلك، ليست كل الأعمدة مقالات رأي؛ على سبيل المثال، قد يكتب كتاب الأعمدة أعمدة لا معنى لها وتكون مخصصة فقط لتأثيرها الفكاهي.

## المقالات المكتوبة في الصفحة المقابلة للافتتاحية
المقالة المقابلة للصفحة الافتتاحية (اختصارها op-ed) هي مقالة رأي تظهر على صفحة في الصحيفة وتكون مخصصة لهذه المقالات فقط، وغالبًا ما يكتبها خبير في موضوع ما، وهو شخص له منظور فريد في مسألة معينة أو كاتب عمود منتظم يعمل في الصحيفة. وقد يطلب هذه المقالات هيئة التحرير، ولكن يمكن أيضًا أن يقدمها الكاتب للصحيفة. وبالرغم من أن قرار نشر مثل هذه المقالات يقع على عاتق هيئة التحرير، إلا أن أي رأي يتم التعبير عنه يكون هو رأي الكاتب.

## كتابات أخرى
- Westin، Ingrid (2002). Language change in English newspaper editorials. Editions Rodopi B.V. ISBN:90-420-0863-6. {{استشهاد بكتاب}}: الوسيط |تاريخ الوصول بحاجة لـ |مسار= (مساعدة)

## وصلات خارجية
- Example of editorial policy